# Saszan
Saszan, właśc. Roksana Wolak z domu Pindor (ur. 1 sierpnia 1994 w Żyrardowie) – polska piosenkarka, autorka tekstów, blogerka i prezenterka telewizyjna.

## Życie prywatne
Jest córką Jolanty i Dariusza Pindorów. Ma młodszego brata, Oskara. Uczęszczała do szkoły podstawowej i gimnazjum w Międzyborowie. Ukończyła klasę o profilu polsko-rosyjskim w czteroletnim Liceum Ogólnokształcącym im. Lisa Kuli w Warszawie. 

## Kariera muzyczna
Zaistniała w mediach w 2013 za sprawą piosenek publikowanych na łamach serwisu YouTube. Pod koniec roku podpisała kontrakt z wytwórnią muzyczną My Music. 16 września 2014 wydała debiutancki album studyjny pt. RSP, z którym dotarła do 2. miejsca polskiej listy przebojów (OLiS). Wydawnictwo promowała singlami „Świat jest nasz”, „Wybrałam” i „Proste słowa”, do których zrealizowała teledyski. W 2015 zdobyła nagrodę Young Stars Festival w kategorii „Najlepsza artystka” oraz Melty Future Awards w kategorii „Cool is everywhere”. W maju 2016 wydała singiel „Dizzy”, do którego zrealizowała oficjalny teledysk. Klip został nagrodzony na festiwalu Young Stars Festival 2016 w kategorii „Teledysk roku”. We wrześniu 2016 ogłosiła zakończenie współpracy z wytwórnią My Music i dotychczasowym menedżerem, Igorem Pilewiczem.
Po odejściu z My Music podpisała kontrakt z wytwórnią Universal Music Polska. W 2017 zaprezentowała dwa single: „8 miejsc”, który ukazał się wraz z teledyskiem, i „Do mnie mów”, do którego wydała tzw. „lyric video”. W lutym 2018 premierę miał utwór „Nie chcę ciebie mniej”, do którego nagrała teledysk z gościnnym udziałem Marcela Sabata. Z utworem brała udział w finale krajowych eliminacji do 63. Konkursu Piosenki Eurowizji; zajęła szóste miejsce. W ramach promocji singla wystąpiła w programie Od Opola do Opola, w którym zaśpiewała utwór jako kandydaturę do koncertu „Premiery” w ramach 55. Krajowego Festiwalu Piosenki Polskiej w Opolu. 10 października 2018 była gościem muzycznym na gali rozdania nagród magazynu „Joy Polska”, na której była nominowana do zdobycia tytułu „muzycznej influencerki roku”. Tydzień później wydała drugi album studyjny pt. Hologram, na który współtworzyła muzykę oraz napisała teksty do wszystkich piosenek. W dniu premiery płyty zagrała koncert promocyjny. W listopadzie wydała singiel „Zabierz mnie stąd”, który nagrała z udziałem Waca Toi i z którym bez powodzenia zgłosiła się do wewnętrznych preselekcji do 64. Konkursu Piosenki Eurowizji. W kwietniu 2019 wydała akustyczną wersję piosenki „Wystarczy”, którą nagrała z Michałem Szczygłem. W styczniu 2020 wzięła udział w programie Szansa na sukces. Eurowizja 2020, wyłaniającym reprezentanta Polski w 65. Konkursie Piosenki Eurowizji.
W marcu 2020 zakończyła współpracę z Universal Music Polska i podpisała kontakt na dystrybucję z dawną wytwórnią My Music, po czym wydała piosenki: „Fala”, „First Internet Queen” (nagrała na potrzeby #hot16challenge) i „Czternasty”, do której nakręciła teledysk.

## Działalność pozamuzyczna
Uczestniczyła w programach rozrywkowych Celebrity Splash! (2015) i Lip Sync Battle Ustawka (2016). Była jedną ze stu jurorów w programie Śpiewajmy razem. All Together Now (2018–2019) oraz prowadziła program Fame czy Shame.

## Dyskografia
Albumy studyjne
| Rok  | Dane dot. albumu                                                                                       | Pozycja na liście |
| Rok  | Dane dot. albumu                                                                                       | POL               |
| ---- | --- | ----------------- |
| 2014 | RSP - Data: 16 września 2014 - Wydawca: My Music - Format: CD, digital download                        | 2                 |
| 2018 | Hologram - Data: 17 października 2018 - Wydawca: Universal Music Polska - Format: CD, digital download | 24                |

Single
| Rok                         | Tytuł                               | Album    |
| --------------------------- | ----------------------------------- | -------- |
| 2014                        | „Świat jest nasz”                   | RSP      |
| 2014                        | „Wybrałam”                          | RSP      |
| 2015                        | „Proste słowa”                      | RSP      |
| 2016                        | „Dizzy”                             | –        |
| 2017                        | „8 Miejsc”                          | Hologram |
| 2017                        | „Do mnie mów”                       | Hologram |
| 2018                        | „Nie chcę ciebie mniej”             | Hologram |
| 2018                        | „Zabierz mnie stąd”                 | Hologram |
| 2019                        | „Wystarczy” (oraz Michał Szczygieł) | Hologram |
| 2019                        | „Remedium”                          | Hologram |
| 2020                        | „Fala”                              | –        |
| 2020                        | "First Internet Queen"              | –        |
| 2020                        | "Czternasty"                        | –        |
| 2020                        | "Skrót"                             | –        |
| 2021                        | "Ready"                             | –        |
| 2021                        | "Serum" feat. Adma                  | –        |
| 2021                        | "Na Święta"                         | –        |
| 2022                        | "Nieważne gdzie"                    | –        |
| 2022                        | "Shakira, Shakira (Kto jak nie ja)  | –        |
| 2023                        | "Kwaśny smak"                       | –        |
| 2024                        | "Hałas"                             | –        |
| „–” singel nie był notowany |                                     |          |

Z gościnnym udziałem
| Rok  | Album        | Utwór           | Źródło |
| ---- | ------------ | --------------- | ------ |
| 2015 | Kajman – 0#1 | „Nieśmiertelny” | [ 24 ] |

## Teledyski
| Rok       | Tytuł                                        | Reżyseria / Realizacja       | Album    | Źródło |
| --------- | -------------------------------------------- | ---------------------------- | -------- | ------ |
| 2014      | „Świat jest nasz”                            | Smoła Studio                 | RSP      | [ 9 ]  |
| 2014      | „Wybrałam”                                   | Michał Kwiatek, Smoła Studio | RSP      | [ 10 ] |
| 2015      | „Proste słowa”                               | Smoła Studio                 | RSP      | [ 25 ] |
| 2016      | „Dizzy”                                      | Alan Kępski                  | –        | [ 26 ] |
| 2017      | „8 miejsc”                                   | Anna Powierża                | Hologram | [ 27 ] |
| 2017      | „Do mnie mów”                                | Pascal Pawliszewski          | Hologram | [ 28 ] |
| 2018      | „Nie chcę ciebie mniej”                      | Pascal Pawliszewski          | Hologram |        |
| 2018      | „Zabierz mnie stąd”                          | Sebastian Wełdycz            | Hologram |        |
| Gościnnie |                                              |                              |          |        |
| 2015      | Kajman – „Nieśmiertelny” (gościnnie: Saszan) | Bartek „Haenes” Kotwica      | 0#1      | [ 24 ] |